# Smatruz Krakowski

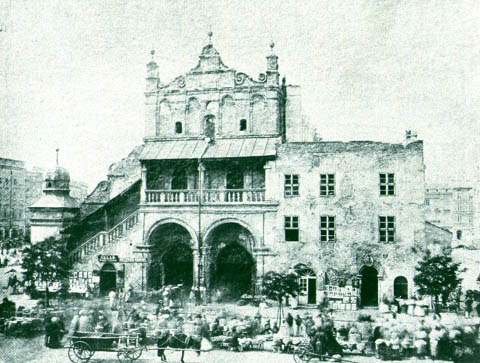
Wejście po schodach do hali smatruza w Sukiennicach.

Smatruz Krakowski – wielobranżowa hala targowa dla drobnego handlu (miejsce handlu drobnych przekupniów) na krakowskim rynku nie miał jednego, stałego miejsca. W średniowieczu i czasach nowożytnych określany jako smatruz, w Krakowie jako szmatruz, z niemieckiego Schmetterhaus.

## Lokalizacje krakowskiego smatruza
- W Średniowieczu szmatruz krakowski znajdował się przy ratuszu[1]. Przylegał do niego razem z dwoma innymi obiektami, Domem Notariusza oraz Domem Ławników[2] od północy (linia A – B) na wysokości środkowego wejścia do sukiennic.
- Najprawdopodobniej obiekt krakowskiego smatruza był także osobnym budynkiem w zabudowie śródrynkowej przylegającej do sukiennic (znajdował się w wolnostojącym budynku pomiędzy ratuszem a sukiennicami)[3].
- Po pożarze zabudowy śródrynkowej w 1445 roku, smatruz został przeniesiony w sąsiedztwo ratusza (był obiektem przylegającym do nieistniejącego już krakowskiego ratusza)[3].
- Po pożarze w 1555 roku, zrezygnowano z odrębności smatruza. W połowie XVI w. urządzono go na piętrze nad halami krakowskich sukiennic. Prowadziły do niego osobne schody. Obecnie znajduje się tam Galeria Sztuki Polskiej XIX wieku[1][3].